# Brookneal
La ville américaine de Brookneal est située dans le comté de Campbell, dans l’État de Virginie. Lors du recensement de 2010, sa population s’élevait à 1 112 habitants.

## Histoire
Le Commonwealth de Virginie a fondé la localité le 14 janvier 1802 sous le nom de Brooke Neal.

## Source
- (en) Cet article est partiellement ou en totalité issu de l’article de Wikipédia en anglais intitulé « Brookneal, Virginia » (voir la liste des auteurs).